# ويليام جونسون (قسيس)
ويليام جونسون (بالإنجليزية: William Johnson) هو قسيس أسترالي، ولد في 12 مايو 1889 في Brighton, South Australia ‏ في أستراليا، وتوفي في 1960.